# Atletica leggera ai Giochi della XVIII Olimpiade - Marcia 50 km

Video della gara (film ufficiale dei Giochi)

La competizione della marcia 50 km di atletica leggera ai Giochi della XVIII Olimpiade si è disputata il giorno 18 ottobre 1964 con partenza e arrivo allo Stadio Nazionale di Tokyo.

## La gara
Fanno la gara Abdon Pamich (bronzo a Roma) e l'inglese Nihill. Vanno a un ritmo talmente sostenuto che in pochi chilometri si ritrovano soli.

Al rifornimento del 35° chilometro, Pamich manda giù un bicchiere di the freddo che ben presto gli provoca forti dolori addominali. Il nostro continua lo stesso la gara sperando che l'inglese non se ne accorga, e al momento propizio decide di “liberarsi” dietro una siepe. Pamich riprende in splendida condizione, in due chilometri raggiunge l'inglese poi lo distacca e va a vincere con il nuovo record olimpico.

## Ordine d'arrivo
| Pos.    | Atleta              | Età | Nazione          | Tempo     |
| ------- | ------------------- | --- | ---------------- | --------- |
| Oro     | Abdon Pamich        | 31  | Italia           | 4h11'12"4 |
| Argento | Paul Nihill         | 25  | Gran Bretagna    | 4h11'31"2 |
| Bronzo  | Ingvar Pettersson   | 38  | Svezia           | 4h14'17"4 |
| 4       | Burkhard Leuschke   | 24  | Germania         | 4h15'26"8 |
| 5       | Bob Gardiner        | 28  | Australia        | 4h17'06"8 |
| 6       | Christoph Höhne     | 23  | Germania         | 4h17'41"6 |
| 7       | Anatolj Vedyakov    | 34  | Unione Sovietica | 4h19'55"8 |
| 8       | Kurt Sakowski       | 34  | Germania         | 4h20'31"0 |
| 9       | Charles Sowa        | 31  | Lussemburgo      | 4h20'37"2 |
| 10      | Don Thompson        | 31  | Gran Bretagna    | 4h22'39"4 |
| 11      | Ronald Crawford     | 28  | Australia        | 4h24'19"6 |
| 12      | Gennady Agapov      | 31  | Unione Sovietica | 4h24'34"0 |
| 13      | Ray Middleton       | 28  | Gran Bretagna    | 4h25'49"2 |
| 14      | Alex Oakley         | 38  | Canada           | 4h27'24"6 |
| 15      | Henri Delerue       | 25  | Francia          | 4h27'47"6 |
| 16      | John Ljunggren      | 45  | Svezia           | 4h29'09"2 |
| 17      | Ted Allsopp         | 38  | Australia        | 4h31'07"8 |
| 18      | Evgenij Lyungin     | 26  | Unione Sovietica | 4h32'01"6 |
| 19      | István Havasi       | 34  | Ungheria         | 4h34'14"0 |
| 20      | Alexandr Bílek      | 23  | Cecoslovacchia   | 4h34'54"2 |
| 21      | Chris McCarthy      | 33  | Stati Uniti      | 4h35'41"6 |
| 22      | Tadamasa Ejiri      | 30  | Giappone         | 4h37'31"8 |
| 23      | Erwin Stütz         | 28  | Svizzera         | 4h40'45"0 |
| 24      | Roy Syversson       | 24  | Svezia           | 4h41'47"6 |
| 25      | Kazuo Saitō         | 22  | Giappone         | 4h43'01"0 |
| 26      | Bruce MacDonald     | 37  | Stati Uniti      | 4h45'10"4 |
| 27      | Sumio Miwa          | 32  | Giappone         | 4h52'00"6 |
| 28      | Ilie Popa           | 24  | Romania          | 4h57'40"8 |
| 29      | Mike Brodie         | 23  | Stati Uniti      | 4h57'41"0 |
| 30      | Chedli El-Marghni   | 25  | Tunisia          | 4h59'13"0 |
| 31      | So Kam Tong         | 27  | Hong Kong        | 5h07'53"2 |
| -       | Mieczysław Rutyna   | 33  | Polonia          | Squal.    |
| -       | Naceur Ben Messaoud | 26  | Tunisia          | Squal.    |
| -       | Maung Rajan         | 29  | Birmania         | Ritirato  |